# Eifleck

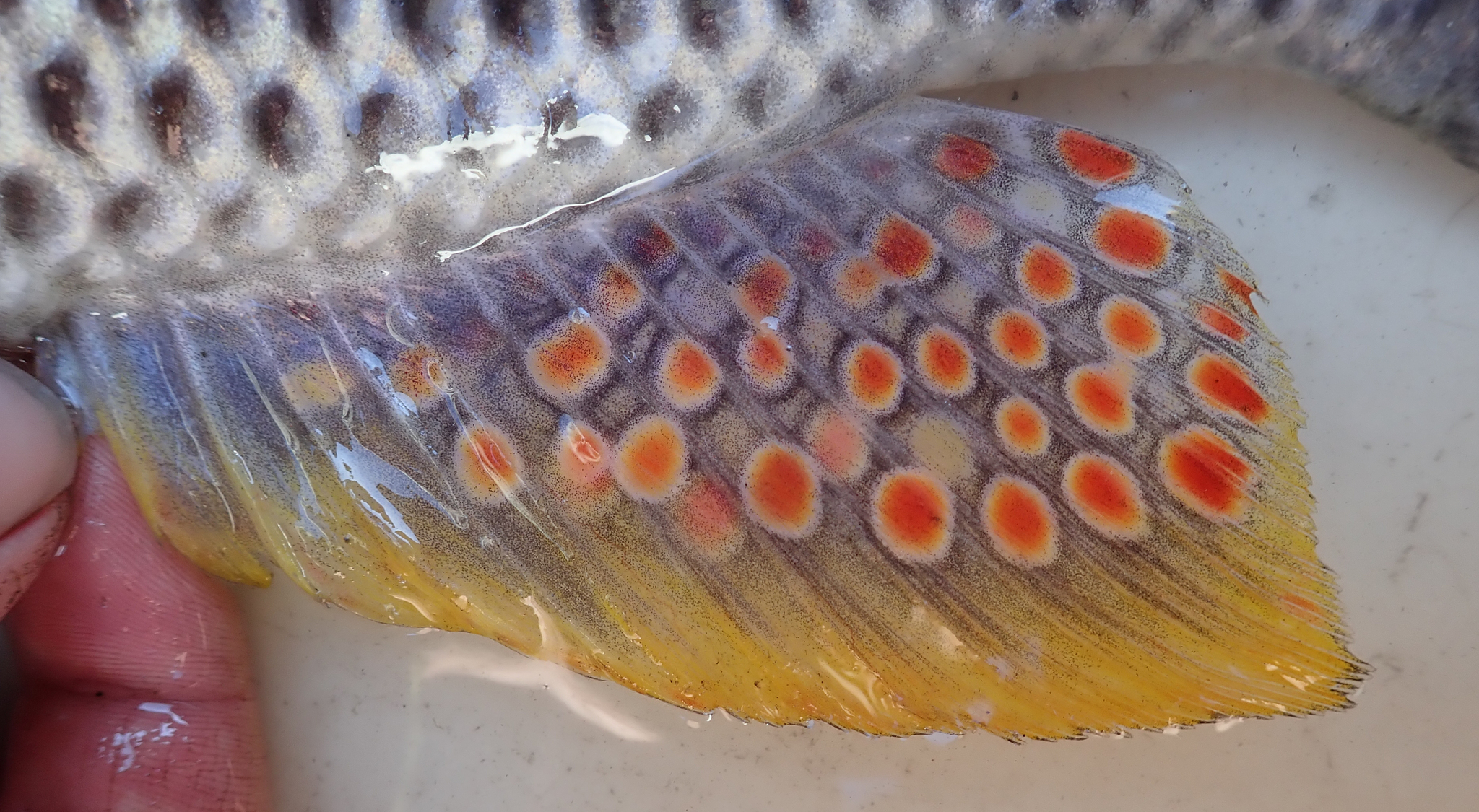
Eiflecke auf der Afterflosse von Serranochromis altus

Als Eifleck bezeichnet man runde, eiähnliche Flecke auf der Afterflosse zahlreicher afrikanischer Buntbarscharten. Eiflecke haben meist eine gelbliche oder orange Färbung und sind oft hell umrandet. Sie treten bei etwa 1500 maulbrütenden Buntbarscharten aus den Tribus Haplochromini und Tropheini auf. So gut wie alle Buntbarsche des Victoriasees (ca. 500 Arten) und des Malawisees (ca. 700 Arten) verfügen über Eiflecke. Sie sind wichtig beim Befruchtungsvorgang dieser Fische. Die Weibchen nehmen die Eier direkt nach der Eiablage in ihr Maul, vor der Befruchtung durch ein Männchen. Die Männchen präsentieren dann ihre auffällig gefärbte Afterflosse, worauf die Weibchen versuchen die vermeintlichen Eier durch Aufschnappen ins Maul zu befördern. Erst dabei kommt es zur Befruchtung der Eier im Maul der Weibchen.